# Краєзнавці Слобожанщини
Краєзнавці Слобожанщини — серія біобібліографічних посібників, присвячених відомим дослідникам історії Слобожанського краю, історикам за професією та аматорам.

## Історія видання
Серія «Краєзнавці Слобожанщини» була заснована 1999 року.
Покажчики присвячені відомим дослідникам Слобожанщини та популяризують дослідження краєзнавців і знайомлять з матеріалами, присвяченими їх діяльності. Пошукова робота цих краєзнавців розкриває забуті імена земляків, нові сторінки історії окремих місцевостей Харківщини та діяльності різних установ та організацій.
Протягом 1999—2019 років вийшло 14 покажчиків серії:
- Краєзнавець Микола Олександрович Корж: (до 80-річчя з дня народж.): біобібліогр. покажч. / ХДНБ ім. В. Г. Короленка ; [уклад. О. М. Дмитрієва ; ред. С. М. Миценко ; відп. за вип. В. О. Ярошик]. — Харків, 1999. — 23 с. — (Краєзнавці Слобожанщини).
- Олександр Юрійович Лейбфрейд: (до 90-річчя з дня народж.): бібліогр. покажч. / Харків. держ. акад. міськ. госп-ва ; ХДНБ ім. В. Г. Короленка ; уклад. В. О. Ярошик ; ред. Л. К. Суржан. — Харків, 2000. — 84 с. — (Краєзнавці Слобожанщини).
- Галина Миколаївна Каширіна: (до 70-річчя з дня народж.): бібліогр. покажч. / ХДНБ ім. В. Г. Короленка ; [уклад. Л. М. Литвякова ; авт. вступ. ст. В. О. Ярошик ; ред. С. М. Миценко ; відп. за вип. В. О. Ярошик]. — Харків, 2001. — 22 с. — (Краєзнавці Слобожанщини).
- Тетяна Григорівна Шерстюк: (до 80-річчя з дня народж.): бібліогр. покажч. / ХДНБ ім. В. Г. Короленка ; [уклад. Т. В. Гологорська]. — Харків, 2001. — 53 с. — (Краєзнавці Слобожанщини).
- Валерій Берлін: бібліогр. покажч. / ХДНБ ім. В. Г. Короленка ; [уклад.: Н. І. Полянська, Т. Б. Бахмет ; ред. С. М. Миценко ; відп. за вип. В. О. Ярошик]. — Харків, 2003. — 37 с. — (Краєзнавці Слобожанщини).
- Іван Юхимович Саратов — вчений, краєзнавець: бібліогр. покажч. / Держ. закл. «ХДНБ ім. В. Г. Короленка» ; [уклад. В. О. Ярошик ; ред.: Л. П. Суворова, Н. О. Стрілець ; відп. за вип. В. Д. Ракитянська]. — Харків, 2010. — 63 с. — (Краєзнавці Слобожанщини).
- Михайло Красиков — вчений, краєзнавець, поет: біобібліогр. покажч. / ХДНБ ім. В. Г. Короленка ; [уклад.: Т. О. Сосновська, В. О. Ярошик; наук. ред. І. Я. Лосієвський ; ред. Л. П. Незнамова ; відп. за вип. В. Д. Ракитянська]. — Харків, 2008. — 103 с. — (Краєзнавці Слобожанщини).
- Софія Богданівна Шоломова: до 70-річчя від дня народж. : біобібліогр. покажч. / Держ. закл. «ХДНБ ім. В. Г. Короленка» ; [уклад. В. О. Ярошик ; наук. ред. І. Я. Лосієвський ; ред. Л. П. Незнамова ; відп. за вип. В. Д. Ракитянська]. — Харків, 2010. — 98 с. — (Краєзнавці Слобожанщини).
- Сергій Михайлович Куделко — вчений-історик, музеєзнавець і краєзнавець: біобібліогр. покажч. / Держ. закл. «Харків. держ. наук. б-ка ім. В. Г. Короленка» ; [уклад. Н. І. Полянська]. — Харків, 2011. — 68 с. — (Краєзнавці Слобожанщини).
- Юрій Миколайович Ранюк — український фізик-експериментатор, історик науки, краєзнавець: бібліогр. покажч. / Держ. закл. «Харків. держ. наук. б-ка ім. В. Г. Короленка» ; [уклад.: В. О. Ярошик, Н. В. Лубенська]. — Харків, 2012. — 53 с. — (Науковці України). — (Краєзнавці Слобожанщини).
- Валентина Олександрівна Ярошик — бібліограф, краєзнавець: біобібліогр. покажч. / Харків. держ. наук. б-ка ім. В. Г. Короленка ; уклад. : Н. І. Полянська, О. М. Дмитрієва. — Харків, 2013. — 38 с. — (Краєзнавці Слобожанщини).
- Ігор Миколайович Лаврентьєв: архітектор, краєзнавець: (до 85-річчя від дня народж.): біобібліогр. покажч. / Харків. нац. ун-т міськ. госп-ва ім. О. М. Бекетова, Харків. держ. наук. б-ка ім. В. Г. Короленка ; [уклад. О. М. Дмитрієва; наук. ред.: О. С. Соловйова, М. М. Красиков, Н. П. Тріпутіна]. — Харків: ХНУМГ ім. О. М. Бекетова, 2015. — 66 с. — (Краєзнавці Слобожанщини).
- Наталія Петрівна Тріпутіна — бібліотекар, краєзнавець: (з нагоди 70-річ. ювілею): біобібліогр. покажч. / Харків. держ. наук. б-ка ім. В. Г. Короленка, Харків. нац. ун-т міськ. госп-ва ім. О. М. Бекетова, Наук. б-ка ; [уклад.: О. М. Дмитрієва, В. О. Статкус ; наук. ред. Н. О. Євсюкова]. — Харків: ХНУМГ ім. О. М. Бекетова, 2019. — 40 с. — (Краєзнавці Слобожанщини ; вип. 14).
- Тетяна Миколаївна Безрукова — педагог і краєзнавець: біобібліогр. покажч. / Харків. держ. наук. б-ка ім. В. Г. Короленка ; [уклад. О. М. Дмитрієва ; наук. ред. С. М. Куделко ; вступ. ст. І. Ю. Можейко, Г. І. Іванцової]. — Харків: ХДНБ, 2017. — 95 с. — (Краєзнавці Слобожанщини ; вип. 13). — Електронна версія друк. публ. : режим доступу: https://ru.calameo.com/read/00063294536b1e06922d1 [Архівовано 2 лютого 2021 у Wayback Machine.].[3]

## Зміст та структура
Біобібліографічні показчики серії «Краєзнаві Слобожанщини» складаються з біографічних довідок, статей про краєзнавчу діяльність особи, бібліографічних списків праць краєзнавця та публікацій про нього.
Переважна більшість покажчиків містить додатки (зображення, повні тексти статей, опублікованих і незаслужено забутих або нових з дозволу автора), вірші, фото персони, а також статті, спогади сучасників про краєзнавця, рецензії та відгуки.
У посібниках про краєзнавців-науковців у галузях технічних, екологічних, фізичних, філологічних та інших наук містяться відомості про їхній науковий фаховий доробок.
Розміщення матеріалів у покажчиках відбувається за спеціально розробленою для кожного схемою, в межах розділів — за хронологією публікацій праць краєзнавця та за алфавітом авторів або назв робіт, що висвітлюють його наукову і дослідницьку роботу. Застосовується система посилань.
Покажчики серії адресовані науковцям, студентам, краєзнавцям та всім тим, хто цікавиться історією Харківщини.